# Interzeption (Hydrologie)
Unter Interzeption versteht man in der Hydrologie das Abfangen bzw. Zurückhalten von Niederschlägen auf der „Oberfläche“ der Vegetation. Der Begriff Interzeption wird meist für Niederschläge verwendet, die als Regen niedergehen, ist aber auch für Schnee gebräuchlich. In Pflanzenbeständen gelangen die interzipierten Niederschläge entweder als Stammabfluss oder mit dem Kronendurchlass auf den Boden oder sie verdunsten. Da das verdunstende Wasser nicht mehr für die Grundwasserneubildung oder das Pflanzenwachstum zur Verfügung steht, hat sich dafür die Bezeichnung Interzeptionsverlust eingebürgert. Der Interzeptionsverlust hat eine große Bedeutung für Wasserhaushalt und Wasserkreislauf.
Die Interzeptionskapazität ist die Niederschlagsmenge, die eine Oberfläche aufnehmen und zurückhalten kann. Wenn es zu regnen beginnt, erreicht in einem dichten Wald kaum Wasser den Waldboden, da erst die Oberflächen der Blätter und Nadeln benetzt werden. Bei längerer Niederschlagsdauer oder höherer Niederschlagsintensität wird ihre Interzeptionskapazität schließlich überschritten und Wasser tropft auf den Boden.
Der Interzeptionsverlust beträgt in Nadelwäldern 30–40 % des jährlichen Gesamt-Niederschlags. Die Interzeptionsverluste sind in Laubwäldern mit 15–25 % im Allgemeinen geringer, bei unbelaubten Bäumen betragen sie nur noch 4–7 %.
In tropischen Wäldern liegen die Interzeptionsverluste bei 10–15 % des jährlichen Niederschlags. Zwar sind tropische Wälder häufig sehr dicht, jedoch liegen die Interzeptionsraten unter denen von Wäldern in den gemäßigten Breiten. Dies hat drei Hauptgründe: Die meisten Niederschlagsereignisse sind von kurzer Dauer, jedoch von sehr hoher Intensität; große Tropfen benetzen die Blattoberfläche nicht so effektiv wie feintropfiger Regen (erhöht den Durchlass bei nicht vollständig gefülltem Interzeptionsspeicher); und viele Blätter des Regenwalds besitzen die strukturelle Eigenschaft, den Blattabfluss zu konzentrieren. 
Interzeption und Interzeptionsverluste treten auch auf, wenn der Niederschlag in Form von Schnee gefallen ist. Ein Teil davon kann durch Verdunstung oder Sublimation wieder als Wasserdampf in die Atmosphäre gelangen. Hier ist eine quantitative Abschätzung besonders schwierig.
Die Interzeptionsverdunstung in der Pflanzenwelt unterscheidet sich grundsätzlich von der Transpiration: Zwar geht es in beiden Fällen um die Verdunstung von Wasser; in Entsprechung zur Schweißabsonderung bei Menschen und Tier bezeichnet aber auch die botanische Transpiration jene Verdunstung von Wasser, das aus dem eigenen Organismus kommt. Die Interzeptionsverdunstung dagegen bezieht sich auf die Verdunstung von Wasser, das von außen in Form von Niederschlägen an die Pflanze gelangt war.